# Goslar (schip, 1929)
De Goslar is een Duits koopvaardijschip dat op 10 mei 1940 tot zinken is gebracht in een nauwe bocht van de Surinamerivier bij Paramaribo. 
Na de Duitse aanval op Nederland in 1940 kregen de gezaghebbers van de Nederlandse kolonies, waaronder Suriname, het bevel alle Duitsers te interneren. Toen de Nederlanders op 10 mei de Duitse bemanningsleden wilden aanhouden lieten deze het schip zinken.
Bij een poging na de Tweede Wereldoorlog om het schip te bergen en het metaal als schroot te verkopen brak de romp in tweeën. Het wrak is nooit geborgen en ligt sindsdien op een zandbank in het midden van de rivier, hemelsbreed een kleine twaalf kilometer ten zuiden van de uitmonding in de Atlantische Oceaan. Het is goed te zien vanuit de stad en vanaf de Jules Wijdenboschbrug die in 2000 gebouwd is, ruim een kilometer zuidelijker. Het roestende wrak is een stille getuige van de Tweede Wereldoorlog in Suriname.

## Documentaire

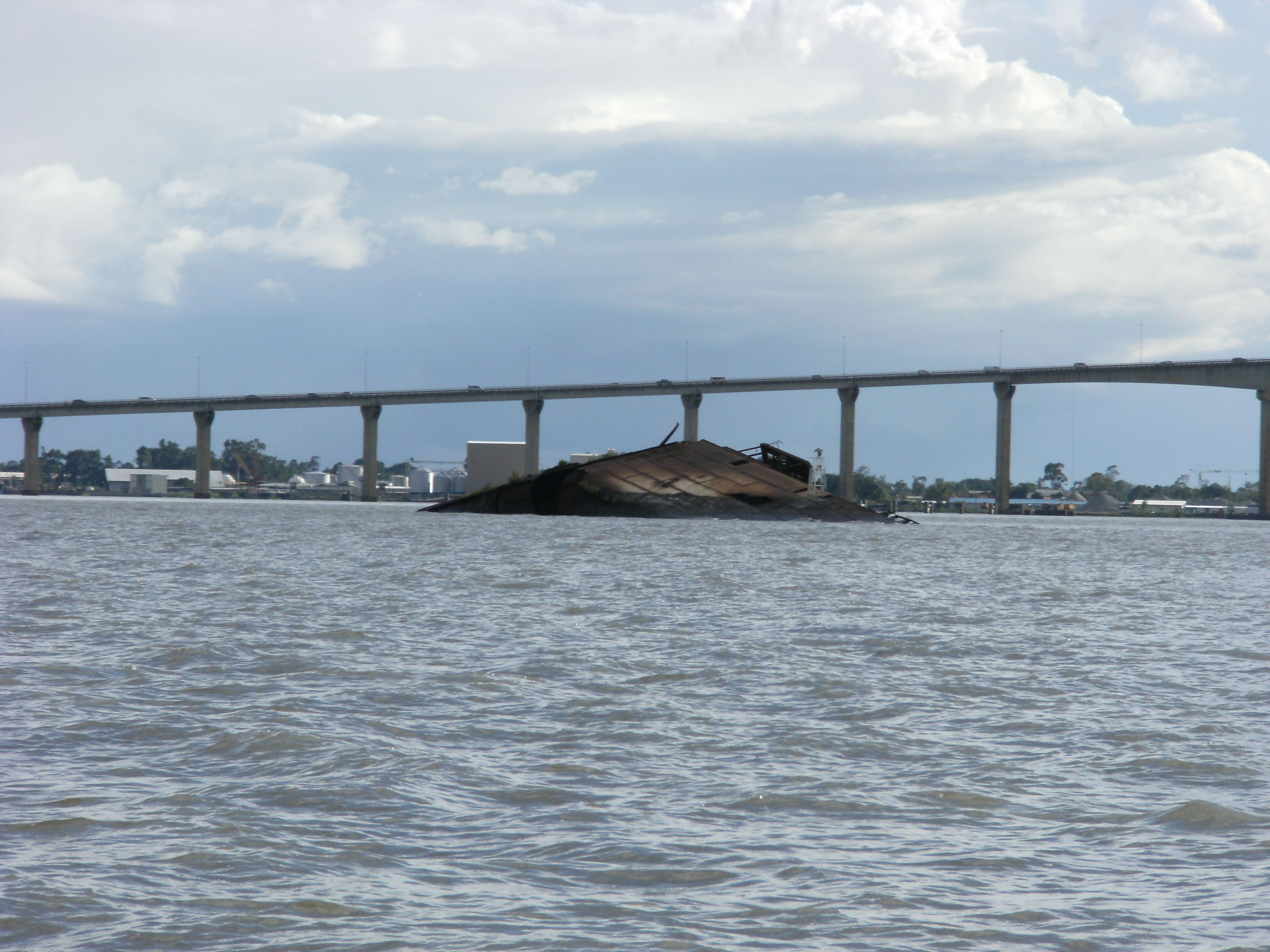
Het wrak van de Goslar, met op de achtergrond de Jules Wijdenboschbrug